# Ніколінц
Ніколінц (рум. Nicolinț) — село у повіті Караш-Северін в Румунії. Входить до складу комуни Чукіч.
Село розташоване на відстані 363 км на захід від Бухареста, 46 км на південний захід від Решиці, 92 км на південь від Тімішоари.

## Населення
За даними перепису населення 2002 року у селі проживали 312 осіб.
Національний склад населення села:
| Національність | Кількість осіб | Відсоток |
| -------------- | -------------- | -------- |
| румуни         | 247            | 79,2%    |
| цигани         | 60             | 19,2%    |
| серби          | 5              | 1,6%     |

Рідною мовою назвали:
| Мова      | Кількість осіб | Відсоток |
| --------- | -------------- | -------- |
| румунська | 284            | 91,0%    |
| циганська | 25             | 8,0%     |